# Операция „Вайс“
Битката при Неретва, наричана още с немското кодово име Fall Weiss (на български: Белият случай) и известна в страните от бивша Югославия като Четвърта неприятелска офанзива, е германски стратегически план за комбинирана атака срещу югославянските комунистически партизани, състоял се в началото на 1943 година, главно на територията на историческата област Херцеговина.
Офанзивата е водена от войските на Нацистка Германия, Кралство Италия и Независимата хърватска държава от януари до април 1943 г.
Планът на германците е да разрушат централното командване на партизанското движение, централния комитет на комунистическата партия на Югославия, както и главната партизанска болница. Нацистите мобилизират общо девет дивизии – шест немски, три италиански, както и две хърватски и многобройни бойци на военните образувания Четник и Усташа. Приблизителният брой на силите на Оста е около 150 000 души, за сметка на малобройните партизани.
Операцията се извършва на 3 етапа:
- Weiss I започват атака срещу партизаните на 20 януари на територията на Западна Босна и Централна Хърватска.
- Weiss II продължават сраженията на 25 февруари в западните и югозападните части на Босна и принуждават партизаните да се преместят по поречието на река Неретва.
- Weiss III започват атаката си през март в Северна Херцеговина, но обкръжените партизани успяват да се изтеглят в северните райони на Черна гора, като по този начин третата фаза на хитлеристите се оказва неуспешна.

Към края на март силите на Оста са убили около 8000 партизани и пленили около 2000 души. Въпреки тези тежки загуби и тактическата победа на войските на Оста, партизаните съумяват да се изтеглят на безопасно място, като по този начин провалят плановете на немците да осъществят своя план за унищожаване на централното командване на партизаните, и тяхната болница, и тези институции продължават да функционират.